# Manzanillo
För andra betydelser, se Manzanillo (olika betydelser).
Manzanillo är en ort i kommunen Manzanillo i västra Mexiko och är belägen vid Stilla havets kust i delstaten Colima. Centralorten har cirka 140 000 invånare. Revillagigedoöarna, som ligger mellan 720 och 970 kilometer västerut i Stilla havet, tillhör Manzanillos kommun. Manzanillo är ett centrum för sportfiske efter en av världens snabbaste fiskar, segelfisken.

## Orter
Kommunen omfattar centrala Manzanillo och en mängd andra mindre orter. De folkrikaste är (med folkmängd 2013):
1. Manzanillo (140 674)
2. El Colomo (10 939)
3. Jalipa (2 532)
4. Camotlán de Miraflores (1 778)¹
5. Venustiano Carranza (Cualata) (1 752)

¹ Folkmängd 2010.